# Manufacture des tabacs du Gros-Caillou

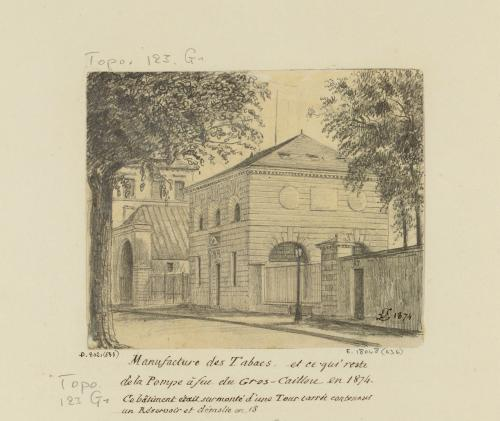
Manufacture des tabacs du Gros Caillou et vestige de la pompe à feu.

La manufacture des tabacs du Gros-Caillou est une ancienne usine du 7e arrondissement de Paris, détruite en 1909.

## Situation
La manufacture était située entre les rues Jean-Nicot, Surcouf, de l’Université et le quai d’Orsay, couvrant une surface de 2 hectares et demi.

## Histoire
Avant l’édification de la manufacture, c'« était jadis un amoncellement de masures auxquelles on ajouta les bâtiments d’habitation qui […] ont pris la place de cabarets mal famés et d’une maison occupée par un batelier, dont l’unique travail consistait à transporter les passants dans un large bateau qui tenait lieu, tout seul, des ponts que nous traversons aujourd’hui ».
L’usine est construite en 1827 sur la partie est de l’ancienne île des Cygnes, qui avait été rattachée à la terre ferme à partir de 1786 par comblement d’un bras de la Seine. Ses bâtiments entouraient la pompe à feu et sa création entraîne la suppression d'une ancienne rue de la Pompe qui reliait le bord de la Seine à la rue de l’Université.
La manufacture ouverte en 1829 était un vaste bâtiment sans intérêt architectural où l'on fabriquait des cigarettes, du tabac à chiquer et du tabac en paquets (scaferlati).
C'était l'« une des plus grandes usines de Paris, employant plus d'un millier d'ouvriers » et « l'une des sources les plus importantes de pollution industrielle ». En 1828, le chimiste Darcet y fit construire un « fourneau à réverbère fumivore » afin de minimiser les dégagements de fumée. La tentative hygiéniste de pallier la pollution par l'amélioration technique de la manufacture échoua cependant, le Conseil d'hygiène publique et de salubrité notant la « négligence » dans « l'emploi des moyens fumivores » et par conséquent la présence de « plaintes fondées » du voisinage . En revanche, en 1868, Maxime Du Camp pourra affirmer, dans la Revue des Deux Mondes, au sujet de cette manufacture : « Deux immenses cheminées en brique garnies de paratonnerres semblent inutiles, car jamais nul panache de fumée ne les couronne. On entend cependant le bruit régulier des machines à vapeur et le ronflement des foyers qui dévorent le charbon ». La manufacture utilise les machines Belot.
La manufacture ferme en 1904, remplacée par la manufacture d'Issy-les-Moulineaux, puis est démolie en 1909.
Les avenues Sully-Prudhomme et avenue d’Orsay (renommée avenue Robert-Schuman en 1970) et la rue Henri-Moissan sont ouvertes à son emplacement. Le siège de la SEITA (fermé, site où est installé un cabinet d'avocats d'affaires) et le musée-galerie de la SEITA (fermé en 2000) s’étaient établis sur une partie du terrain de l’ancienne manufacture.

## Galerie

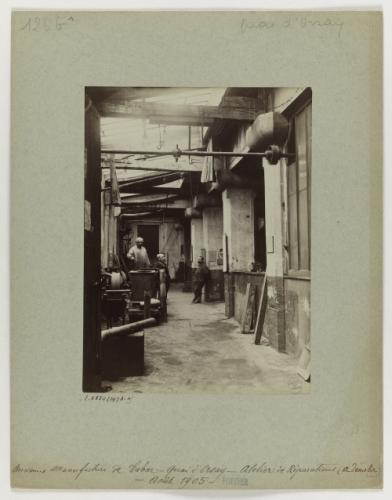
Intérieur de la manufacture.
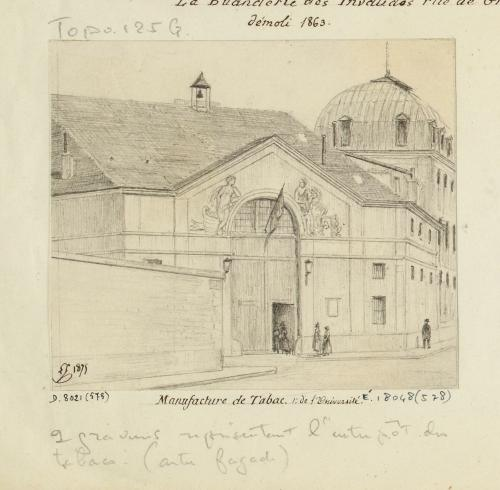
Manufacture des tabacs du Gros Caillou vers 1870.